# Marianne Vlasveld
Marianne Vlasveld (ur. 17 czerwca 1967 w Roelofarendsveen) – holenderska zimowa triathlonistka i biegaczka narciarska, dwukrotna mistrzyni świata, trzykrotna mistrzyni Europy i czterokrotna mistrzyni Holandii w zimowym triathlonie.

## Przebieg kariery

### Biegi narciarskie
W Pucharze Świata w biegach narciarskich po raz pierwszy wystąpiła 12 lutego 1991 w Val di Fiemme i zajęła wówczas 58. miejsce w biegu kobiet na 5 kilometrów techniką klasyczną. W zawodach tej rangi startowała jeszcze trzykrotnie – 18 grudnia 1992 w Val di Fiemme (72. miejsce), 7 stycznia 1995 w Östersund (39. miejsce) oraz 14 stycznia 1995 w czeskim Nowym Mieście (72. miejsce).
Uczestniczyła w Mistrzostwach Świata w Narciarstwie Klasycznym 2003 w Val di Fiemme. W sprincie zajęła 52. miejsce, a w biegu na 30 km techniką dowolną była 40. W latach 1992–2004 startowała także w Pucharze Kontynentalnym. Najwyższą pozycję osiągnęła 21 marca 2004 w La Thomasette, kiedy zajęła piąte miejsce w biegu pościgowym na 10 kilometrów techniką klasyczną. W sezonie 2004/2005 wzięła udział w zawodach z cyklu FIS Marathon Cup. Najwyższe miejsce w tych zawodach, czwarte, zajęła w grudniu 2004 we włoskim Livigno. W łącznej klasyfikacji w sezonie zajęła szóste miejsce.

### Triathlon
W 1999 roku zdobyła tytuł mistrzyni Europy w zimowym triathlonie oraz brązowy medal mistrzostw świata. W 2000 roku wywalczyła srebrny medal mistrzostw Europy, w 2001 roku – tytuł mistrzyni Europy oraz brązowy medal mistrzostw świata.
W styczniu 2002 roku wygrała zawody z cyklu ITU Winter Triathlon Series w Wildhaus, zawody Pucharu Europy w zimowym triathlonie w Oberstaufen oraz zawody ETU Winter Tri Freudenstadt-Kniebis. 3 lutego tego samego roku zwyciężyła w zawodach Pucharu Świata w Stoos.
24 lutego 2002 w Brusson została mistrzynią świata w zimowym triathlonie. Srebrną medalistkę – Sigrid Lang – wyprzedziła o 2 minuty i 47 sekund, a brązową medalistkę – Gabi Pauli – o 4 minuty i 49 sekund. 2 marca 2002 została wicemistrzynią Europy w Achensee, ze stratą 1 minuty i 34 sekund do Sigrid Lang, a dwa tygodnie później wygrała kanadyjskie mistrzostwa w zimowym triathlonie w Canmore.
Tytuł mistrzyni świata obroniła w 2003 roku w Oberstaufen. W tym samym roku pięciokrotnie wygrywała zawody Pucharu Świata (Panticosa, dwukrotnie La Partacua, Alagna i Donovaly). Zawody w Donovaly były jednocześnie mistrzostwami Europy w zimowym triathlonie. Ponadto, Vlasveld dwukrotnie stanęła na drugim stopniu podium – w 2003 i 2004 roku w Wildhaus. W 2004 została wicemistrzynią świata, a w 2005 wicemistrzynią świata i Europy, we wszystkich przypadkach przegrywając z Sigrid Lang.
Poza osiągnięciami na arenie międzynarodowej, Vlasveld ma na koncie także sześć medali mistrzostw Holandii. Czterokrotnie została mistrzynią Holandii (1999, 2001, 2002, 2003), w 1989 zdobyła tytuł wicemistrzowski, a w 1995 zajęła trzecie miejsce i wywalczyła brązowy medal.

## Wyniki

### Mistrzostwa świata
| Rok i miejsce       | Konkurencja            | Wynik     | Miejsce | Źródło |
| ------------------- | ---------------------- | --------- | ------- | ------ |
| 2003, Val di Fiemme | sprint kobiet          | –         | 52.     | [ 10 ] |
| 2003, Val di Fiemme | 30 km techniką dowolną | 1:25:47,0 | 40.     | [ 11 ] |

### FIS Marathon Cup

#### Miejsca w klasyfikacji generalnej
- sezon 2004/2005: 6[5]

### Triathlon

#### Mistrzostwa świata
| Rok i miejsce             | Konkurencja                 | Wynik   | Miejsce | Źródło |
| ------------------------- | --------------------------- | ------- | ------- | ------ |
| 1999, Bardonecchia        | 8 km + 12,6 km + 13,8 km    | 2:05,27 | 3.      | [ 6 ]  |
| 2001, Lenzerheide         | 6,8 km + 12 km + 10 km      | 1:46,52 | 3.      | [ 6 ]  |
| 2002, Brusson             | 6,9 km + 12 km + 9,9 km     | 1:45,04 | 1.      | [ 6 ]  |
| 2003, Oberstaufen         | 6 km + 12 km + 10 km        | 1:32,36 | 1.      | [ 6 ]  |
| 2004, Wildhaus            | 5,6 km + 10,4 km + 7,5 km   | 1:19,08 | 2.      | [ 6 ]  |
| 2005, Szczyrbskie Jezioro | 5,43 km + 8,25 km + 7,75 km | 1:19,35 | 2.      | [ 6 ]  |

#### Mistrzostwa Europy
| Rok i miejsce      | Konkurencja               | Wynik   | Miejsce | Źródło |
| ------------------ | ------------------------- | ------- | ------- | ------ |
| 1999, Malles       | 8,5 km + 12,5 km + 10 km  | 2:07,44 | 1.      | [ 6 ]  |
| 2000, Donovaly     | 9 km + 15 km + 12 km      | 2:11,47 | 2.      | [ 6 ]  |
| 2001, Achensee     | 8,8 km + 16 km + 8,6 km   | 1:41,51 | 1.      | [ 6 ]  |
| 2002, Achensee     | 8 km + 17,5 km + 7,2 km   | 2:07,05 | 2.      | [ 6 ]  |
| 2003, Donovaly     | 5,6 km + 10,3 km + 8,5 km | 1:36,58 | 1.      | [ 6 ]  |
| 2005, Freudenstadt | 7,5 km + 15 km + 10 km    | 1:43,21 | 2.      | [ 6 ]  |

#### Mistrzostwa Holandii
| Rok i miejsce | Wynik   | Miejsce | Źródło |
| ------------- | ------- | ------- | ------ |
| 1989, Assen   | 6:36,30 | 2.      | [ 9 ]  |
| 1995, Geleen  | 2:46,46 | 3.      | [ 9 ]  |
| 1999, Assen   | 6:23,52 | 1.      | [ 9 ]  |
| 2001, Assen   | 2:47,48 | 1.      | [ 9 ]  |
| 2002, Assen   | 2:59,26 | 1.      | [ 9 ]  |
| 2003, Assen   | 2:48,25 | 1.      | [ 9 ]  |